# Raúl Gudiño

Raúl Gudiño Vega (Guadalajara, Jalisco, México; 22 de abril de 1996) es un futbolista mexicano que juega como guardameta. Actualmente, es reclutado por Venados FC equipo Yucateco de la Liga de Expansión MX para el torneo clausura 2025

## Biografía
Nació el 22 de abril de 1996 en Guadalajara, Jalisco, México. Se formó como futbolista en las fuerzas básicas del Club Deportivo Guadalajara. Formó parte de la selección de México en la Copa Mundial de Fútbol Sub-17 de 2013, celebrada en Emiratos Árabes Unidos, donde consiguió el subcampeonato. Su actuación en el certamen le valió el nombramiento como Segundo Mejor Portero de la CONCACAF, por detrás de Tim Howard.

## Trayectoria

### Inicios y Club Deportivo Guadalajara
Gudiño comenzó a jugar fútbol en los equipos juveniles del Club Deportivo Guadalajara. Jugó en dos ediciones del Torneo de Fuerzas Básicas Sub-15 de la Liga de Ascenso y consiguió el campeonato del torneo en la edición invierno 2011.
Fue campeón con su equipo de la Gothia Cup 2010, y además formó parte del plantel que consiguió el campeonato del Torneo Apertura 2013 Sub-17, así como en el equipo de la Tercera División, conjuntos con los que tuvo más participación desde el 2011.
Posteriormente, de jugar en el equipo Rojiblanco sub-17, así como el de la Tercera División, en ambos equipos Gudiño Vega vio mayor acción desde el 2011. Para después hacerse de la titularidad en las Chivas sub-20 desde el 2014. Al final, Gudiño no logró debutar en Primera División con Chivas.
El 3 de abril del 2014; fue incluido en la lista de 18 jugadores del C.D. Guadalajara Sub-20 para disputar la Copa Dallas con sede en los Estados Unidos. El 13 de abril del 2014; debutó en la Copa Dallas jugando los 90' minutos en el empate 1-1 ante Fluminense F.C.
El 23 de abril del 2014; se proclamó campeón de la Dallas Cup con el C.D. Guadalajara Sub-20.

### F.C. Porto
El 26 de agosto de 2014, se oficializó su cesión por 10 meses con opción de compra al F.C. Porto de Portugal, pero fue mandado de inmediato al F.C. Porto B.
Hizo su debut con el F.C. Porto B el 21 de octubre de 2014 en la UEFA Youth League ante el Bilbao Athletic, tuvo una destaca actuación y el partido terminó 2-0 a favor del Porto B. Su mejor actuación se produjo el 17 de febrero del 2015, cuándo le atajó dos penales al Real Madrid Juvenil, en la victoria 3-2 y eliminándolo del torneo, Gudiño le ayudó al F.C. Porto B a calificar a cuartos de final de la UEFA Youth League 2014-15.
El 29 de noviembre del 2014 debutó en la Segunda División ante el Académico Viseu, jugó todo el partido y atajó un penal que ayudó a que su equipo se quedara con la victoria por marcador de 3-2.
El 13 de enero del 2015; fue convocado por el F.C. Porto "B" de los 15 jugadores qué jugaron la Premier League Internacional Cup, con sede en Inglaterra. El 11 de febrero del 2015; debutó con el F.C. Porto "B" en la Premier League Internacional jugando los 90 minutos en el empate 2-2 ante el Borussia Mönchengladbach de Alemania. El 8 de mayo del 2015; los Dragones Azules jugarían la final ante el Manchester City en el cual Raúl jugó los 90' minutos en la derrota 1-0 y quedando Subcampeón del torneo.
El 16 de junio del 2015 se hace efectiva la opción de compra, por lo cual el F.C. Porto habría pagado alrededor de €1'500'000 por la carta del jugador mexicano en un contrato por 3 años, y el 15 de enero del 2016 Gudiño anunció la renovación de su contrato por 4 años más hasta 2020 con el F.C. Porto.
El 10 de julio del 2015, el entrenador del primer equipo Julen Lopetegui lo convocó para realizar la pretemporada por Alemania y Holanda con el primer equipo del F.C. Porto. El 18 de julio del 2015 debutó en un partido amistoso con el F.C. Porto, ingresando al minuto 45' por Iker Casillas ante el MSV Duisburg de Alemania, en el cual mantuvo su portería a cero. El 6 de agosto del 2015, fue uno de los tres porteros, junto a Hélton e Iker Casillas, qué registró la plantilla del Porto para la Campaña 2015-2016. El entrenador Julen Lopetegui le asignó el dorsal «71».
Ya con el primer equipo del F.C. Porto, el 2 de agosto del 2015, se coronó subcampeón de la Colonia Cup 2015 al vencer 3-0 al Stoke City y empatar con el Valencia C.F., dejando así campeón al equipo local el 1. FC Köln El 21 de agosto del 2015 tiene su primera convocatoria del primer plantel del F.C. Porto para el partido ante el Vitória Guimarães de la Primeira Liga 2015/16. El 30 de octubre del 2015 Gudiño tiene su segunda convocatoria del primer equipo del F.C. Porto para el partido ante Unión da Madeira, el partido fue suspendido por mal clima y fue pospuesto para el miércoles 2 de diciembre del 2015, donde Gudiño fue convocado nuevamente al primer equipo, aunque por primera vez actuó como portero suplente de Iker Casillas.
El 30 de junio del 2016, regresó al F.C. Porto como portero suplente de Iker Casillas después de la salida de Helton del club. El 19 de enero del 2016; Gudiño junto a su compatriota Omar Govea tienen su primera convocatoria por el técnico Rui Barros para el partido de la Jornada 2 de la Copa de Portugal ante el FC Famalicão. El 26 de enero del 2016 Gudiño tuvo su segunda convocatoria para el último partido de Copa de Portugal ante el Feirense.

### União da Madeira
El 10 de febrero de 2016, se oficializó su cesión hasta el final de la temporada sin opción de compra al União da Madeira de Portugal, para tener participación regular y poder debutar en Primera división. El 18 de febrero del 2016 Gudiño obtuvo su primera convocatoria por el União da Madeira en el cual podría debutar ante el Estoril. El 19 de febrero del 2016 Gudiño debuta oficialmente a sus 19 años portando el número "71" en la Primera división con el União da Madeira jugando los 90' minutos en el empate 1-1 ante el  Estoril.

### APOEL de Nicosia
El 31 de agosto del 2017; se oficializó su cesión por un año con opción de compra al APOEL F.C. de Chipre, equipo que jugará en la UEFA Champions League.
El 17 de octubre del 2017 debutó en la UEFA Champions League entrando al minuto 45 por Boy Waterman en el empate 1-1 ante el Borussia Dortmund. El partido finalizó empatado, en parte, gracias a una atajada que Gudiño que realizó a Pierre Emerick Aubameyang.
El 21 de octubre del 2017 Gudiño debutó portando el número "1" en la First División con el APOEL F.C. jugando los 90' minutos en la derrota 3-1 ante el  AEK Larnaca.
El 10 de enero de 2018 Gudiño debutó portando el número "1" en la Copa de Chipre con el APOEL F.C. jugando los 90' minutos en la victoria 2-0 ante el  Ermis Aradippou.

### Club Deportivo Guadalajara
El 5 de junio de 2018, se oficializó su regreso al club convirtiéndose en el segundo refuerzo para el Torneo Apertura 2018.
El 21 de julio de 2018; Raúl Gudiño debutó en la Liga MX jugando los 90' minutos en la derrota 2-1 ante el Club Tijuana.
En Torneos internacionales jugó con el equipo el mundial de clubes 2018 en donde jugó 2 encuentros y quedó en sexto lugar con el equipo en ese torneo. Perdiendo posteriormente la titularidad en el equipo y siendo transferido al Atlanta United.
Club de fútbol Mérida Fc (Venados de Yucatán)
El 6 de enero del 2025 se dió a conocer que el guardameta está en el equipo como portero titular. 
Después de estar sin equipo, los venados de Yucatán ya lo tienen en sus filas por un tiempo indefinido. 

## Selección nacional

### Sub-17
| Selección | País   | PJ | Año         |
| --------- | ------ | -- | ----------- |
| Sub-17    | México | 21 | 2012 - 2013 |

El 14 de junio del 2012; Gudiño fue incluido en la lista definitiva de los 26 jugadores qué jugaron el torneo amistoso Copa Saprissa Internacional, con sede en Costa Rica.
El 23 de junio del 2012; debutó en la Copa Saprissa Internacional jugando los noventa minutos en la victoria 3-0 ante Chorrillo F.C.
El 1 de julio del 2012; la Sub-17 se proclamó campeón de la Copa Saprissa Internacional al derrotar en la final 3-1 a la selección estadounidense Sub-17. Gudiño fue nombrado «Mejor Portero» de la Copa Internacional Saprissa 2012.
El 14 de agosto del 2012; fue incluido en la lista definitiva de los 18 jugadores qué jugaron el certamen amistoso Torneo Toyota, con sede en Japón.
El 16 de agosto del 2012; debutó en el torneo jugando los noventa minutos en la victoria 3-1  ante el Nagoya Grampus.
El 19 de agosto del 2012; se proclamó campeón del Torneo Toyota 2012 al jugar los 90 minutos' en la victoria 6-2 ante Japón.
Fue incluido en la lista definitiva de los 20 jugadores qué jugaron el Campeonato Sub-17 2013, con sede en Panamá.
Debutó el 7 de abril del 2013 en el Campeonato sub-17 2013 jugando los 90' minutos en la victoria 5-1 ante Cuba.
Jugó todos los partidos y recibió solo tres goles. México resultó campeón al vencer en la final al anfitrión Panamá.
Mundial Sub-17
El 9 de septiembre del 2013, fue incluido en la lista definitiva de los 21 jugadores qué jugaron el Mundial Sub-17 2013, con sede en Emiratos Árabes Unidos.
Debutó el 19 de octubre del 2013 en el Mundial sub-17 2013, jugando los 90 minutos, en la derrota 6-1 ante Nigeria.
El 1 de noviembre del 2013 Gudiño anota en la definición por penales, que concluyera 11-10 a favor del equipo mexicano, ante Brasil.

### Sub-20
| Selección | País   | PJ | Año         |
| --------- | ------ | -- | ----------- |
| Sub-20    | México | 3  | 2014 - 2015 |

El 15 de julio del 2014 Gudiño fue uno de los 23 convocados por el técnico Sergio Almaguer para jugar e torneo amistoso Copa Milk 2014, con sede en Irlanda.
Debutó el 28 de julio del 2014 en el Copa Milk 2014, jugando los 90' minutos en la derrota 2-0 ante Canadá.
El 31 de julio del 2014 fue suspendido 2 partidos de la Copa Milk 2014, luego de una pelea ante Irlanda del Norte donde fue expulsado.
Jugó 2 partidos y recibió 4 goles, no jugó ante China por la suspensión que tenía, pero la Sub-20 logró el tercer lugar en la Copa Milk 2014 Gudiño se perdió el Campeonato Sub-20 de la Concacaf de 2015 debido a una lesión.
Mundial Sub-20
El 8 de mayo del 2015 Gudiño fue uno de los 21 convocados por el técnico Sergio Almaguer para jugar el Mundial Sub-20 2015, con sede en Nueva Zelanda.
Debutó el 31 de mayo del 2015 jugando los 90' minutos en la derrota 2-0 ante Malí, pero fue suplente los siguientes partido.

### Sub-22
Preolímpico Concacaf 2015
El 25 de agosto del 2015 fue incluido en la lista de los 28 jugadores que representaron a la Sub-22 en el Preolímpico de 2015, con sede en los Estados Unidos.
Gudiño no logró debutar en el Preolímpico ya que Raúl Gutiérrez lo nombró portero suplente de Gibran Lajud para dicha competencia.

### Sub-23
| Selección | País   | PJ | Año         |
| --------- | ------ | -- | ----------- |
| Sub-23    | México | 5  | 2016 - 2019 |

Juegos Olímpicos Río 2016
El 3 de marzo del 2016 el entrenador de la Selección Olímpica Mexicana Raúl Gutiérrez anunció que Gudiño y Omar Govea fueron convocados para la gira por Europa, en el cual jugarían ante Portugal y Japón, como preparación rumbo a los Juegos Olímpicos Río 2016.
El 28 de marzo del 2016; debutó con la selección olímpica mexicana en un partido amistoso jugando los 90' minutos en la derrota 4-0 ante Portugal.
El 7 de junio del 2016; fue incluido en la lista preliminar de los 23 futbolistas que disputaran los Juegos Olímpicos Río 2016 con sede en Brasil.
Esperanzas de Toulon
El 9 de mayo del 2016; fue incluido en la lista definitiva de los 20 jugadores qué jugarían el Esperanzas de Toulon, con sede en Francia.
El 20 de mayo del 2016; debutó en el Torneo Esperanzas de Toulon 2016 jugando los 90 minutos en la derrota 2-1 ante República Checa.

### Selección Absoluta
| Club               | País   | PJ | Periodo         |
| ------------------ | ------ | -- | --------------- |
| Selección Mexicana | México | 5  | 2018 - Presente |

El 3 de octubre de 2018 tras sus buenas actuaciones con Chivas, fue convocado por el técnico interino Ricardo Ferretti, para los partidos amistosos contra Costa Rica y Chile.
Debuta el 11 de octubre de 2018, entrando de cambio por Gibran Lajud.
Gracias a sus buenas actuaciones en Chivas, fue convocado por Gerardo Martino, para los amistosos contra Chile y Paraguay.

### Participaciones en selección nacional
| Copa                           | Categoría | Sede           | Resultado      |
| ------------------------------ | --------- | -------------- | -------------- |
| Campeonato Sub-17 de 2013      | Sub-17    | Panamá         | Campeón        |
| Mundial Sub-17 de 2013         | Sub-17    | EAU            | Subcampeón     |
| Mundial Sub-20 de 2015         | Sub-20    | Nueva Zelanda  | Primera fase   |
| Preolímpico Concacaf 2015      | Sub-22    | Estados Unidos | Campeón        |
| Esperanzas de Toulon 2016      | Sub-23    | Francia        | Fase de grupos |
| Liga de Naciones Concacaf 2019 | Absoluta  | Concacaf       | Subcampeón     |

Resumen según posiciones obtenidas:
| Posiciones  | Detalle                                               |
| ----------- | ----------------------------------------------------- |
| 1.er Puesto | Campeonato Sub-1 de 2013 Preolímpico Concacaf 2015    |
| 2.º Puesto  | Mundial Sub-17 de 2013 Liga de Naciones Concacaf 2019 |
| 7.º Puesto  | Esperanzas de Toulon 2016                             |
| 17.º Puesto | Mundial Sub-20 de 2015                                |

## Clubes

### Estadísticas
Actualizado al último partido jugado el 16 de enero de 2021.
| União Madeira Portugal |               |               |     |      |   |    |   |    |     |      |
| 1ª | 2015-16       | 11            | -18 | 0    | 0 | 0  | 0 | 11 | -18 |      |
| Total club | Total club    | 11            | -18 | 0    | 0 | 0  | 0 | 11 | -18 |      |
| APOEL F. C. Chipre | 1ª            | 2017-18       | 2   | -4   | 4 | -3 | 1 | -1 | 7   | -8   |
| APOEL F. C. Chipre | Total club    | Total club    | 2   | -4   | 4 | -3 | 1 | -1 | 7   | -8   |
| C. D. Guadalajara México | 1ª            | 2018-19       | 28  | -36  | 0 | 0  | 2 | -4 | 30  | -40  |
| C. D. Guadalajara México | 1ª            | 2019-20       | 4   | -6   | 4 | -1 | 0 | 0  | 8   | -7   |
| C. D. Guadalajara México | 1ª            | 2020-21       | 24  | -31  | 0 | 0  | 0 | 0  | 24  | -31  |
| C. D. Guadalajara México | 1ª            | 2021-22       | 13  | -6   | 0 | 0  | 0 | 0  | 13  | -6   |
| C. D. Guadalajara México | Total club    | Total club    | 68  | -79  | 4 | -1 | 2 | -4 | 74  | -84  |
| Atlanta United Estados Unidos | 1ª            | 2022          | 6   | -7   | 0 | 0  | 0 | 0  | 6   | -7   |
| Atlanta United Estados Unidos | Total club    | Total club    | 6   | -7   | 0 | 0  | 0 | 0  | 6   | -7   |
| Total carrera | Total carrera | Total carrera | 81  | -101 | 8 | -4 | 3 | -5 | 92  | -110 |
| (1)Incluye datos de la Primeira Liga; CYTA Championship; Primera División de México. (2)Incluye datos de la Copa de Chipre, Copa MX. (3)Incluye datos de la Liga de Campeones de la UEFA; Mundial de Clubes. |               |               |     |      |   |    |   |    |     |      |

### Resumen estadístico
| Competición           | Partidos | Goles |
| --------------------- | -------- | ----- |
| Primera división      | 41       | -58   |
| Copas nacionales      | 5        | -4    |
| Copas internacionales | 3        | -5    |
| Selección Mexicana    | 3        | -2    |
| Total                 | 52       | -69   |

## Palmarés

### Campeonatos nacionales
| Título                     | Club  | País   | Año  |
| -------------------------- | ----- | ------ | ---- |
| Primera División de Chipre | APOEL | Chipre | 2018 |

### Distinciones individuales
| Distinción                                                        | Año  |
| ----------------------------------------------------------------- | ---- |
| Guante de Oro al mejor portero de la Copa Saprissa Internacional. | 2012 |
| Guante de Oro al mejor portero del Campeonato Sub-17.             | 2013 |
| Incluido en el Once Ideal de la Copa Mundial Sub-17.              | 2013 |
| Segundo mejor portero de la CONCACAF.                             | 2013 |